# يوكسينيت
اليوكسينيت هو معدن أكسيدي يحوي في تركيببه على عدة عناصر منها الكالسيوم والنيوبيوم والتانتالوم والسيريوم واليورانيوم والثوريوم. صيغته الكيميائية هي 2O6(Y,Ca,Ce,U,Th)(Nb,Ta,Ti)
اكتشف بالتازار ماثياس كيلهاو هذا المعدن، ثم وصف لاحقاً سنة 1870.
سمي هذا المعدن نسبة إلى الكلمة الإغريقية εύξενος (يوكسينوس) بمعنى «كريم» أو «مضياف».